# Megaselia sinuosimargo
Megaselia sinuosimargo är en tvåvingeart som beskrevs av Borgmeier 1962. Megaselia sinuosimargo ingår i släktet Megaselia och familjen puckelflugor. Inga underarter finns listade i Catalogue of Life.